# Крестовоздвиженский монастырь (Кизляр)
Крестовоздвиженский монастырь (Воздвижения Креста Господня) в Кизляре — женский православный монастырь в городе Кизляр. Основан предположительно в 1736 году архимандритом Даниилом, как мужской монастырь.

## История

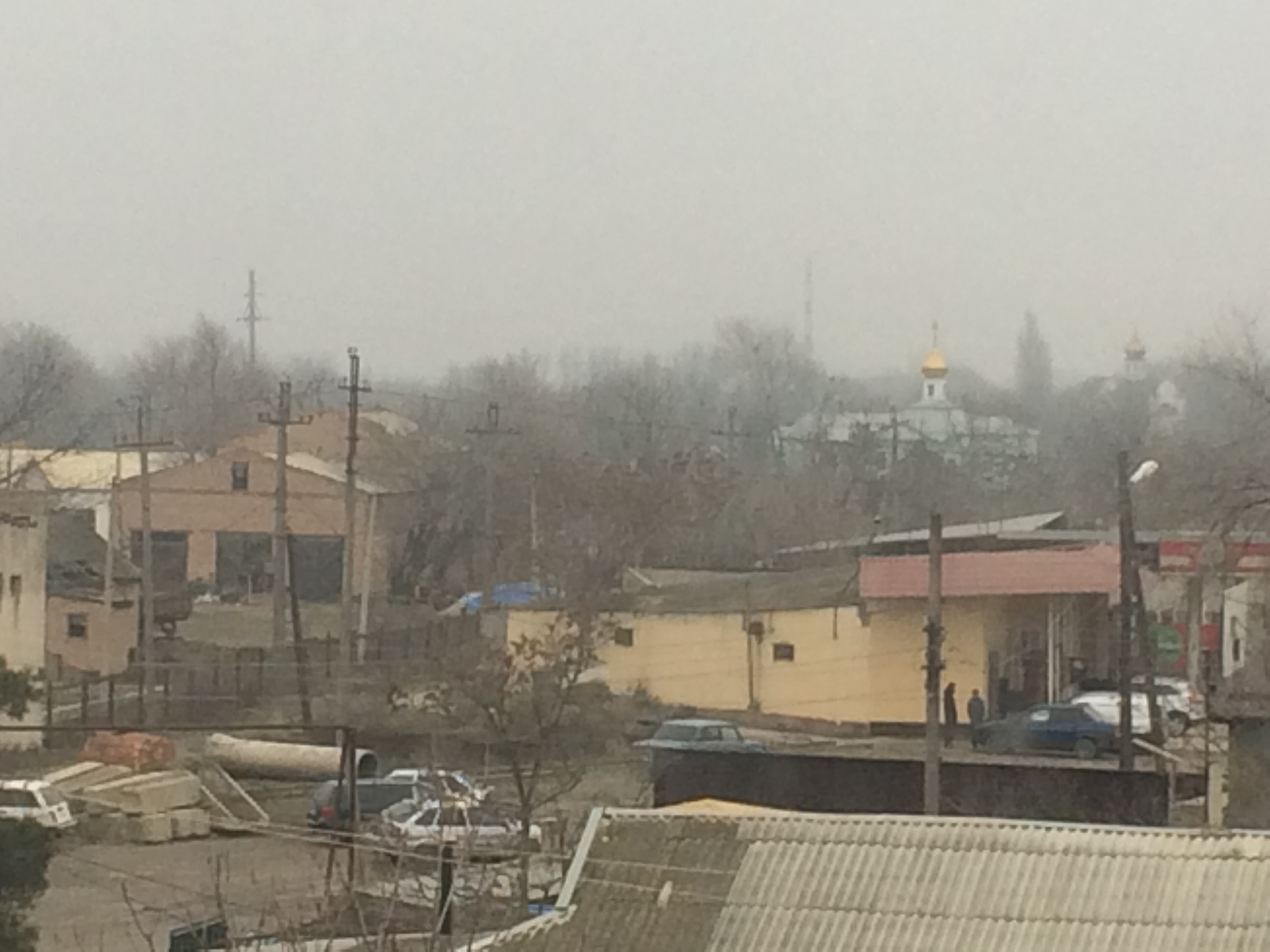
Крестовоздвиженский женский монастырь

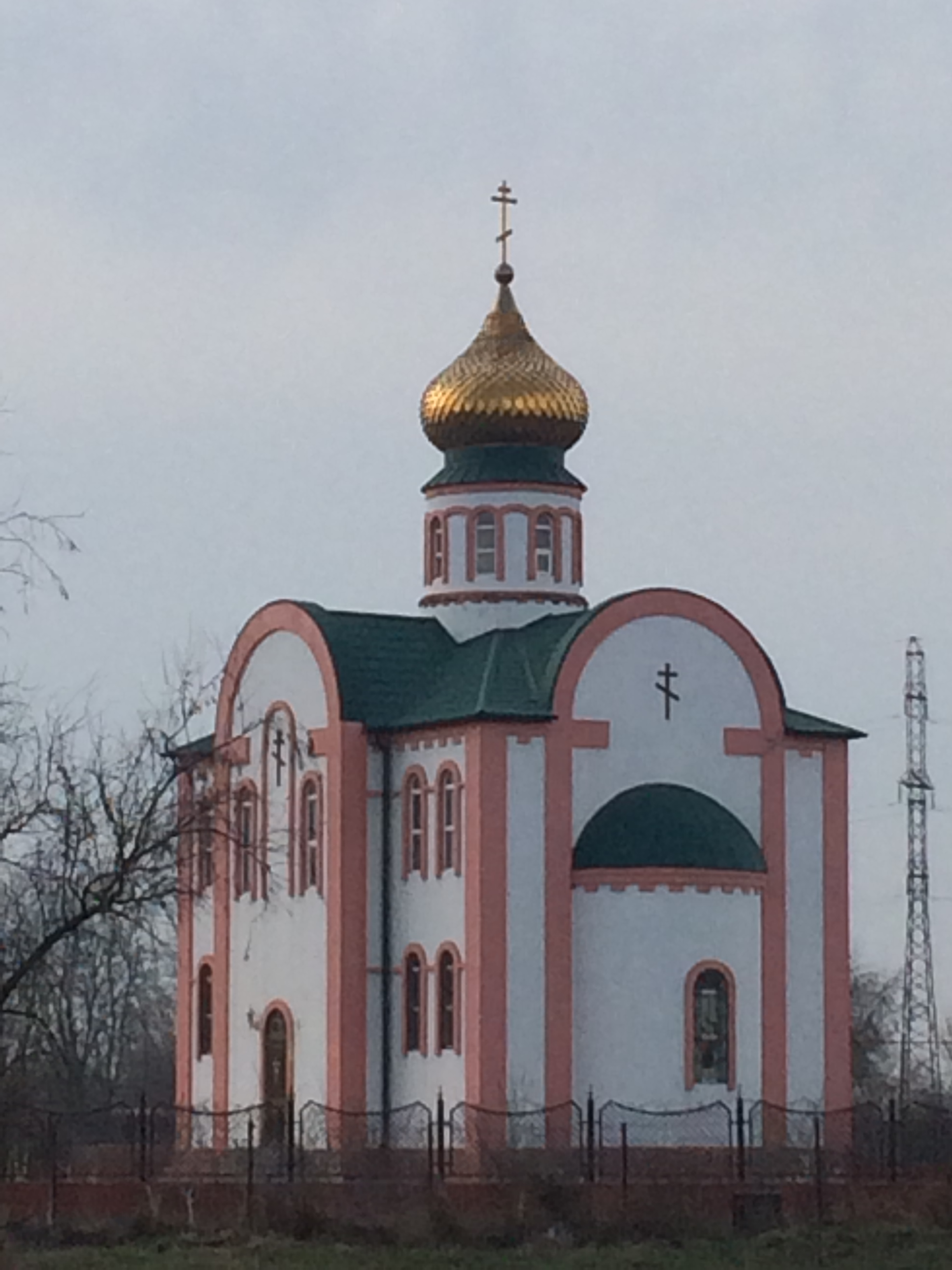
Монастырский Крестовоздвиженский храм

В 1735 году, по условию Гянджинского договора между Россией и Ираном, была упразднена крепость Святого Креста на реке Сулак. Гарнизон и административные учреждения этой крепости переведены в новооснованный генерал-аншефом В. Я. Левашовым город Кизляр.
Кизляр имел важное военное, стратегическое положение. Также город являлся передним краем распространения православия на Кавказе. Учитывая это, архиепископ Манглийский Иоанн, ходатайствовал об открытие при Крестовоздвиженской церкви монастыря.
Первым настоятелем монастыря становится архимандрит Даниил, происходивший из рода грузинских князей. Им же в обитель была привезена грузинская икона «Знамение».
Монастырь подвергался нескольким разорениям со стороны горцев. В 1744 году монастырь сгорел во время сильного пожара. Расцвет монастыря приходится на конец XVIII начало XIX века. В монастыре игуменом Антонием был наведён порядок. Разведены многочисленные виноградники, приносившие доход монастырю. Кроме того монастырь владел 2500 десятин пахотных земель, 4 лавками, которые сдавались внаём и дачей.
К середине XIX века монастырь пришёл в упадок. Причиной послужило разорение монастыря и Кизляра 1 ноября 1831 года чеченцами, под предводительством Кази-Муллы, а также взятие монастырских земель в казачьи владения.
Вновь жизнь в обители начала возрождаться только в 80-е годы XIX века. К этому времени в монастыре было 13 монахов и 15 послушников. В 1904 году в монастыре строится второй храм Великомученика Георгия Победоносца. Но убийство в 1906 г. настоятеля иеромонаха Геласия, вновь привело всё хозяйство в упадок.
В 1908 году последовал указ Святейшего Синода о преобразовании монастыря в женский. Первой настоятельницей женского монастыря становится игуменья Нина. Под её руководством монастырь возродился. Уже в 1911 году в нём проживало 5 мантийных монахинь, 70 послушниц, из них 14 рясофорных. В Петровск-Порте было построено подворье.

### Советский период
В 1918 году новым революционным правительством в обители был устроен грабёж. Были изъяты церковные ценности. Несколько сестёр за оказание сопротивления были убиты. С занятием города Добровольческой армией было проведено следствие, и преступники были наказаны. С восстановлением Советской власти настоятельница монастыря игумения Антонина с несколькими монахинями ушла в горы и основала там новый монастырь. Но наказание преступников было расценено как расправа над революционерами. На основании этого был объявлен розыск монахинь. Новая обитель была обнаружена спецслужбами, и все монахини во главе с игуменией Антониной расстреляны.
По некоторым сведениям, игуменья Антонина сумела бежать из-под ареста, в течение нескольких лет она скрывалась во Владикавказе, затем работала в гостинице в Ростове-на-Дону. Повторно арестована в 1925 или 1926 году, после чего сведения о ней теряются.
Монастырь был закрыт. В его храмах в разные годы размешались ревком, склад, магазин.
В настоящее время большая часть строений не сохранилась, в одном из бывших зданий монастыря размещён туберкулёзный диспансер.

### Возрождение
5 мая 2007 года прошло освящение возрождённого Крестовоздвиженского монастыря. Под монастырь была передана часовня на старом русском кладбище Кизляра.
Возрождать монастырь было поручено игуменье Михаиле (Сафоновой), которая вместе с двумя монахинями прибыла в Кизляр из Свято-Казанского женского монастыря города Ярославля.
В настоящий момент в монастыре уже живёт 9 монахинь. Строятся келейный и игуменский корпуса. Отреставрирована часовня, к ней пристроенная алтарная часть. Существует проект строительства собственного монастырского храма.

## Настоятели
- архимандрит Даниил (1736 — ?)
- Иероним (1761 — ?[2])
- игумен Антоний (?)
- протоиерей Димитрий (Гремяченский)[3]
- архимандрит Самуил (10.05.1870—??.10.1870)[4]
- игумен Нафанаил (?—6.06.1883—?)[5]
- игумен Иннокентий (29.12.1883—?)[6]
- и.д.[7]настоятеля иеромонах Власий (?—20.09.1884)
- архимандрит Алексий (20.09.1884—1887)[8]
- протоиерей ? (Нобилетов) (1887—1897)
- архимандрит Филофий (Сташевский) (1897—1900)
- иеромонах Геласий (1901—1906)
- игуменья Нина (1908—1913)
- игуменья Антонина (1913—1918)
- игуменья Михаила (Сафонова) (2007—2009)
- монахиня Антонина (Павлова) (настоящее время)